# Glypta limbata
Glypta limbata là một loài tò vò trong họ Ichneumonidae.